# Tonezza del Cimone
Tonezza del Cimone är en ort och kommun i provinsen Vicenza i regionen Veneto i Italien. Kommunen hade 524 invånare (2018).